# 3. oktober
3. oktober er dag 276 i året i den gregorianske kalender (dag 277 i skudår). Der er 89 dage tilbage af året.
Mettes dag, formentlig efter den fromme Mechtild af Magdeburg, som døde i slutningen af 1200-tallet.

### Begivenheder
Født - Dødsfald
- 1574 - Hollænderne besejrer den spanske hær, som har belejret Leiden. Forinden har hertug Vilhelm af Oranien ladet digerne åbne, hvorved mange spanske soldater drukner.
- 1789 - George Washington proklamerer afholdelse af den første Thanksgiving Day.
- 1810 - Danmarks første dyrskue afholdes i Randers.
- 1884 - Christiansborg Slot brænder, og Rigsdagen må indtil slutningen af første verdenskrig holde sine møder andet steds.
- 1906 - SOS indføres som internationalt nødsignal.
- 1906   - På årsdagen for den anden slotsbrand på Christiansborg åbner Sophus Falck Redningskorpset for København og Frederiksberg A/S - i dag Falck.
- 1932 - Irak opnår uafhængighed fra Storbritannien.
- 1937 - Ved fodboldlandskampen mellem Danmark og Sverige på Råsunda i Stockholm vinder Danmark 2-1. Der skal gå næsten 40 år før end Danmark igen besejrer Sverige på udebane.
- 1945 - Post- og telegrafcensuren  til udlandet ophæves.
- 1952 - Storbritanniens første atombombe bringes til sprængning ud for Vestaustralien.
- 1960 - Niger opnår uafhængighed fra Frankrig.
- 1967 - Dansk Undergrunds Consortium (DUC) finder naturgas i Nordsøen, men er usikre på om det er rentabelt at udvinde den.
- 1972 - Den første SALT-aftale om begrænsning af raketforsvarssystemerne underskrives af den amerikanske præsident Richard Nixon.
- 1972   - Dagen efter at Danmark har stemt "Ja" til EF meddeler statsminister Jens Otto Krag ganske overraskende, at han træder tilbage fra dansk politik, og overdrager statsministerposten til Anker Jørgensen.
- 1990 - Tyskland genforenes kl. 0.00 natten mellem den 2. og 3. oktober, og DDR ophører med at eksistere som nation.
- 1993 - Slaget i Mogadishu, der har til formål at tilfangetage krigsherren Mohamed Farrah Aidid, starter og ender dagen efter med 18 døde amerikanske soldater og omkring 1.000 somaliere.
- 1995 - Det sorte amerikanske sportsidol O.J. Simpson kendes "ikke-skyldig" i mord på sin ex-hustru og hendes ven.
- 2003 - Dansk Sprognævn accepterer kritikken af "det nye komma" og indstiller til kulturministeren, at det afskaffet og erstattes af et "enhedskomma", baseret på det grammatiske komma tilknyttet enkelte valgmuligheder.
- 2006 - Amerikanerne John C. Mather og George F. Smoot tildeles Nobelprisen i fysik for forskning i Big Bang-teorien.
- 2006 - 100.000 mennesker demonstrerer landet over for bl.a. flere penge til kommunal velfærd samt langsigtede investeringer i uddannelsessystemet under parolen Velfærd til Alle.
- 2011 - Efter resultatet af folketingsvalget præsenteres den nye regering med Helle Thorning-Schmidt som Danmarks første kvindelige statsminister.

### Født
- 1784 - Louise Lehzen, tysk baronesse (død 1870).
- 1832 - Lina Sandell, svensk forfatter, teolog og salmeforfatter (død 1903).
- 1867 - Pierre Bonnard, fransk maler og grafiker (død 1947).
- 1897 - Louis Aragon, fransk forfatter (død 1982).
- 1899 - Louis Hjelmslev, dansk sprogvidenskabsmand (død 1965).
- 1911 - Manja Mourier, dansk kabaretsangerinde (død 1991).
- 1925 - Gore Vidal, amerikansk forfatter (død 2012).
- 1928 - Erik Bruhn, dansk balletdanser og koreograf (død 1986).
- 1933 - Annie Birgit Garde, dansk skuespiller.
- 1938 - Eddie Cochran, amerikansk musiker (død 1960).
- 1940 - Steen Folke, dansk politiker og kulturgeograf.
- 1941 - Chubby Checker, amerikansk sanger og komponist.
- 1942 - Roberto Perfumo, argentinsk fodboldspiller (død 2016).
- 1946 - Eyvind Vesselbo, dansk politiker fra Venstre.
- 1963 - Charlotte Sachs Bostrup, dansk skuespiller og instruktør.
- 1963   - Niels Lan Doky, dansk jazzmusiker og komponist.
- 1963   - Nastja Arcel, dansk skuespiller.
- 1964 - Morten Søndergaard, dansk forfatter.
- 1965 - Jan-Ove Waldner, svensk bordtennisspiller.
- 1969 - Gwen Stefani, amerikansk musiker.
- 1973 - Keiko Agena, ameirkansk skuespiller
- 1976 - Seann William Scott, amerikansk skuespiller
- 1981 - Zlatan Ibrahimovic, svensk fodboldspiller.
- 1990 - Maria Fisker, dansk håndboldspiller.

### Dødsfald
- 1226 - Frans af Assisi italiensk munk og ordensstifter (født 1182).
- 1826 - Jens Baggesen dansk digter (født 1764).
- 1896 - William Morris, britisk arkitekt, maler, digter og samfundsteoretiker (født 1834).
- 1907 - Wilhelm Bähncke, dansk sennepsfabrikant og grundlægger. (født 1832).
- 1929 - Gustav Stresemann, tysk rigskansler og modtager af Nobels Fredspris (født 1878).
- 1931 - Carl Nielsen, dansk komponist (født 1865).
- 1967 - Woody Guthrie amerikansk sanger og komponist (født 1912).
- 1987 - Jean Anouilh, fransk forfatter (født 1910).
- 1988 - Franz Josef Strauß, tysk politiker fra Bayern (født 1915).
- 1992 - Lili Heglund, dansk skuespiller (født 1904).
- 1996 - Palle Lauring, dansk forfatter og historiefortæller (født 1909).
- 2004 - Janet Leigh, amerikansk skuespillerinde (født 1927).

|  | Denne datoartikel kan blive bedre, hvis der indsættes et (bedre) billede Du kan hjælpe ved at afsøge Wikimedia Commons for et passende billede eller uploade et godt billede til Wikimedia Commons iht. de tilladte licenser og indsætte det i artiklen. |